# Larry Christiansen

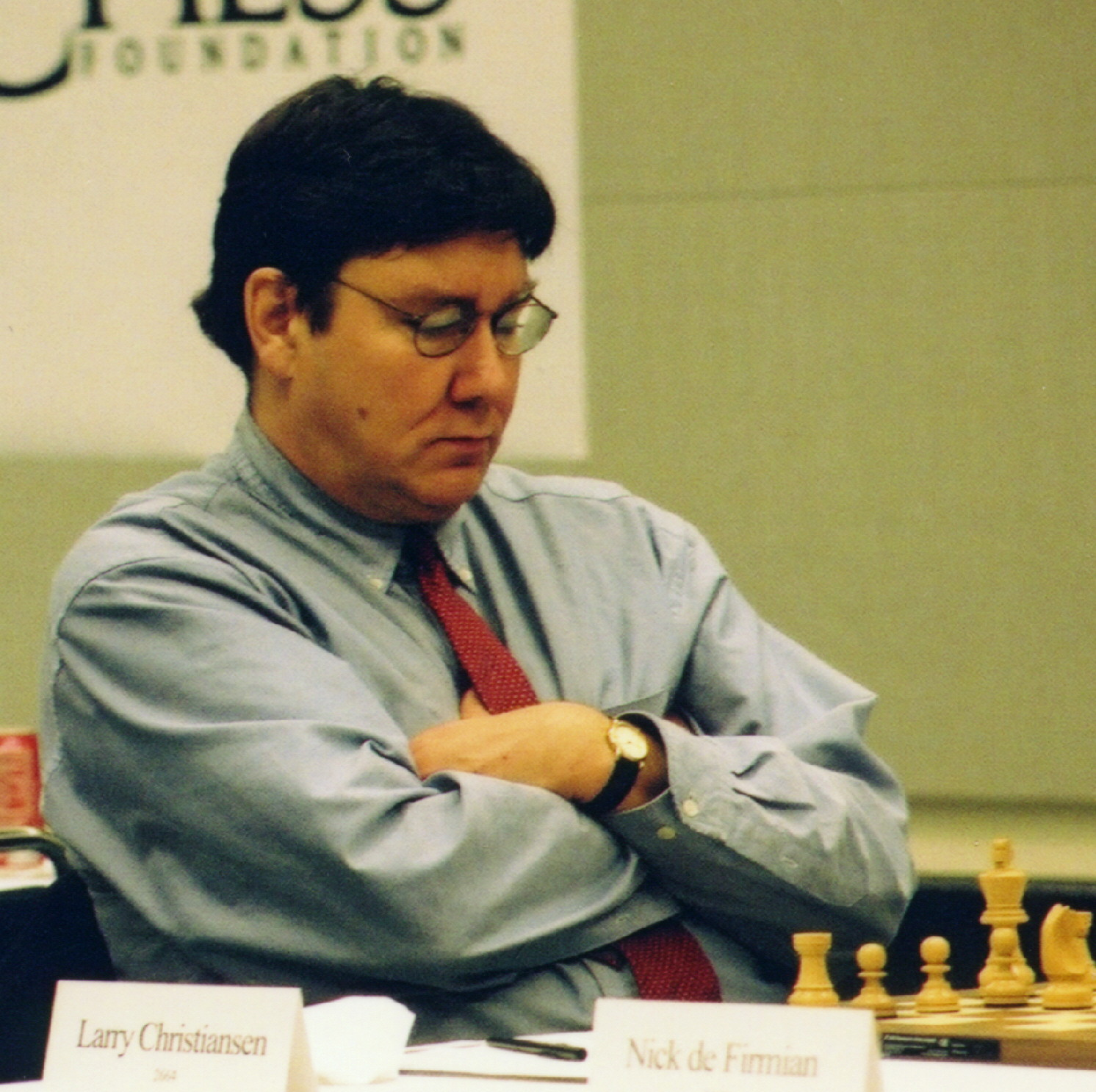
Larry Christiansen no U.S. Chess Championships de 2002, em Seattle, Washington.

Larry Mark Christiansen (nascido em 27 de junho de 1956) é um grande mestre de xadrez que cresceu em Riverside, California, EUA, e foi campeão do norte-americano (U.S. Chess Championship) em 1980, 1983 e 2002.